# Rineh
Rīneh (farsi رینه) è una cittadina dello shahrestāndi Amol, circoscrizione di Larijan, nella provincia del Mazandaran in Iran. Aveva, nel 2006, una popolazione di 860 abitanti. Si trova ai piedi del monte Damavand.